# Percnon abbreviatum
Percnon abbreviatum är en kräftdjursart som först beskrevs av James Dwight Dana 1851.  Percnon abbreviatum ingår i släktet Percnon och familjen Plagusiidae. Inga underarter finns listade i Catalogue of Life.